# Kristofor, protupapa
Protupapa Kristofor,  katolički protupapa od 903. do 904. godine. 